# Endeis biseriata
Endeis biseriata är en havsspindelart som beskrevs av Stock, J.H. 1968. Endeis biseriata ingår i släktet Endeis och familjen Endeididae. Inga underarter finns listade i Catalogue of Life.